# Paul et Paul
Paul et Paul est un groupe humoristique québécois qui s'est démarqué par ses caricatures de stéréotypes sociaux. Le groupe était constitué des auteurs et comédiens  Jacques Grisé, Claude Meunier et Serge Thériault. Lors de la création du groupe, seuls Jacques Grisé et Claude Meunier en font partie. Serge Thériault rejoint le groupe par la suite, le transformant ainsi en trio. Ils décident toutefois de garder l'appellation « Paul et Paul », car cette dénomination reflète bien l'humour absurde du groupe. De 1976 à 1981, le trio a créé trois spectacles et donné plus de 300 représentations partout au Québec, devenant une référence de l'humour Québécois. C'est d'un commun accord que les trois membres du groupe décident de mettre un terme à leur collaboration en 1981.
Claude Meunier et Serge Thériault ont par la suite fondé le duo prolifique Ding et Dong.